# Filenchus ditissimus
Filenchus ditissimus är en rundmaskart. Filenchus ditissimus ingår i släktet Filenchus, och familjen Tylenchidae. Arten är reproducerande i Sverige.